# John Guedel
John Guedel (Portland, 9 ottobre 1913 – Los Angeles, 14 dicembre 2001) è stato un conduttore radiofonico e produttore televisivo statunitense.

## Biografia
Co-creò e produsse le più importanti trasmissioni radiofoniche di Art Linkletter e di Groucho Marx, tra cui You Bet Your Life, House Party e People Are Funny. Inoltre co-scrisse The Adventures of Ozzie and Harriet, che è talvolta accreditato con il primo spot radiofonico cantato nel 1937, e co-produsse The Charlotte Greenwood Show alla radio.
All'inizio della sua carriera, lavorò come sceneggiatore per la Hal Roach Studios, inclusi alcuni film della serie di Stanlio e Ollio e Simpatiche canaglie. Il film del 1946  People Are Funny vede Guedel interpretato da Phillip Reed.
Fu sposato nel periodo 1957-1959 con l'attrice Helen Parrish.